# Adios Amor
Adios Amor ist ein deutschsprachiger Schlager, der in seiner bekanntesten Version von Andy Borg gesungen wurde und Platz eins der deutschen und österreichischen Charts erreichte. Der Song wurde zum Durchbruch für Borg und gilt als sein bekanntestes Lied.

## Entstehung
Das Lied wurde von Tex Shultzieg (alias Hans Schulz-Clahsen) und Kurt Feltz für Feltz’ Projekt Rockefellers Fantastic Sound geschrieben und erschien erstmals 1981 in einer 1:35 Minuten langen Version auf dem Album Bitte Musik, 1982 in einer 3:28 Minuten langen Version auf der Platte Zärtliche Lieder, beide bei Karussell.
Der Protagonist der Ballade verabschiedet sich von der geliebten Person, die ihn mit dem besten Freund betrogen hat, wodurch er beide verliert und sich „verlassen“ vorkommt.

## Version von Andy Borg
Nachdem Feltz den damals 21-jährigen Andy Borg unter Vertrag genommen und ihm den Künstlernamen in Anlehnung an den populären Tennisspieler Björn Borg gegeben hatte, ließ er ihn unter anderem Adios Amor einsingen. Feltz produzierte den Song auch. Gitarre spielte Reinhard Besser, Bass Tissy Thiers und Schlagzeug Hartmut Pfannmüller.

### Veröffentlichung und Rezeption
Adios Amor erschien 1982 auf Papagayo/EMI. Der Song wurde 1982 – als der deutschsprachige Schlager in der öffentlichen Aufmerksamkeit zunehmend durch die Neue Deutschen Welle unter Druck geriet – zum Nummer-eins-Hit in Deutschland und Österreich. In Deutschland war er fünf Wochen, vom 27. August bis zum 24. September auf der Spitzenposition. Insgesamt war der Song 39 Wochen in den deutschen Charts, vom 14. Juni 1982 (Platz 36) bis zum 7. März 1983 (Platz 62). In Österreich blieb die Single 30 Wochen in der Hitliste. In der Schweiz belegte Adios Amor Platz zwei (zwölf Chartwochen); in den Niederlanden erreichte die Single Platz elf und im flämischen Teil Belgiens Platz zwei der dortigen Charts. Im September 1982 erschien auch eine englischsprachige Version von Andy Borg.
Damals in Deutschland mit der Goldenen Schallplatte für mehr als 250.000 Einheiten zertifiziert, hat er sich bis heute international mehr als 14 Millionen Mal verkauft. Auch das gleichnamige Album erreichte die Spitzenposition der österreichischen Charts, in Deutschland kam es auf Platz zwei.
In der ZDF-Hitparade wurde Adios Amor am 2. August 1982 per TED auf Platz zwei gewählt; Borg sang den Song daher in der darauffolgenden Sendung am 6. September 1982 erneut. Der Autor Kurt Feltz verstarb am 2. August, am Tag, als Borg den Song erstmals in der Hitparade präsentierte, in Pollença/Mallorca durch Herzversagen beim Schwimmen im Meer.
Andy Borg sang das Lied auch zu seinem Abschied im Musikantenstadl 2015; zudem nahm er ein Abschiedsalbum namens 33 Jahre Adios Amor auf.
| ChartsChartplatzierungen | Höchstplatzierung | Wochen |
| ------------------------ | ----------------- | ------ |
| Deutschland (GfK)        | 1 (39 Wo.)        | 39     |
| Österreich (Ö3)          | 1 (30 Wo.)        | 30     |
| Schweiz (IFPI)           | 2 (12 Wo.)        | 12     |

| Land/Region        | Auszeichnungen für Musikverkäufe (Land/Region, Auszeichnung, Verkäufe) | Verkäufe |
| ------------------ | ---------------------------------------------------------------------- | -------- |
| Deutschland (BVMI) | Gold                                                                   | 250.000  |
| Insgesamt          | 1× Gold ·                                                              | 250.000  |

## Weitere Coverversionen
Mindestens 22 weitere Coverversionen sind bekannt:
- Corry Konings (1982, Niederländisch)
- Frédéric François (1982, Französisch)
- Wolfgang Lindner Band (1982)
- Hugo Strasser (1983)
- Curt Haager (1983, Schwedisch)
- Sten & Stanley (1983, Schwedisch)
- Jigs (Adios amour, 1983, Schwedisch)
- Mišo Kovač (1983, Serbokroatisch)
- Floryda Dance Band (Adios amour, 1993, Polnisch)
- Mieke (1995, Niederländisch)
- Nijolė Tallat-Kelpšaitė (Alyvos žydės, 1995, Litauisch)
- Zuckermund (Medley, 1998)
- Dorados (2009)
- Die jungen Zillertaler (2010)
- Casablanca (2011, Englisch)
- Wildecker Herzbuben (2014)
- Captain Cook und seine singenden Saxophone (2017)
- Sascha Alexander Adios Amor (2025)
- Franck MEDINA - Adiós amor (2024)
- Jaco Pieterse - My Mariaan (2017 Afrikanisch)
- Jose Malhoa - Sozinho Chorei (2021 Portogiesisch)
- Maciej Suchon - Zegnaj Milosci (2025 Polnisch)